# Chalcone
Chalcone is een geslacht van vlinders van de familie dikkopjes (Hesperiidae), uit de onderfamilie Hesperiinae.

## Soorten
- C. briquenydan (Weeks, 1901)
- C. chalcone (Schaus, 1902)
- C. santarus (Bell, 1940)
- C. tania (Schaus, 1902)
- C. zisa (Plötz, 1882)